# Un regalo para papá
Un regalo para papá es una película estadounidense del año 1994.

## Argumento
Frank (Michael Patrick Carter) y su pandilla han tenido una idea. Juntan sus ahorros y van con sus bicicletas a la gran ciudad. Allí pretenden entregar el dinero a una joven profesional para que se desnude ante ellos. En el intento de encontrar una mujer adecuada conocen a Uve (Melanie Griffith), una prostituta simpática y amable. Con ella establecen una buena relación, hasta el punto de que Uve les lleva a casa en su coche. Ya que es tarde, Frank le ofrece dormir en la cabaña que se ha construido en el jardín, en las ramas de un árbol. Tom Wheeler (Ed Harris), el padre de Frank, es viudo y no ha rehecho su vida. Cuando conoce a Uve su hijo se la presenta como una de sus maestras. Pero cuando Wheeler comienza a sentirse a gusto con Uve aparece su "chulo" (Malcolm McDowell) y las cosas se complican.

## Reparto
- Melanie Griffith
- Ed Harris
- Anne Heche
- Malcolm McDowell
- Michael Patrick Carter
- Philip Bosco
- Casey Siemaszko

## Recepción
La película fue rechazada por los críticos tras su lanzamiento. Siskel & Ebert le dieron a Milk Money "dos pulgares abajo" y especularon que la película puede haber sido realizada por ejecutivos de Hollywood con una afinidad hacia las prostitutas y su deseo de hacer películas sobre ellas, por no saber de mujeres que tienen otras profesiones. En escritura, Ebert optó por no hacer una reseña negativa convencional, si no tratar la película como el resultado de una conversación entre un grupo de ejecutivos de estudios.